# پمبرتون، نیوجرسی
پمبرتون (به انگلیسی: Pemberton Township) شهری در ایالت نیوجرسی کشور ایالات متحده آمریکا است که جمعیت آن در سرشماری سال ۲۰۱۰ میلادی، ۲۷٬۹۱۲ نفر بوده‌است.